# FM歌謡アベニュー
『FM歌謡アベニュー』（エフエムかようアベニュー）は、ジャパンエフエムネットワーク (JFNC) 制作のラジオ番組。『FMさわやかスタジオ』『FMいきいきワイド〜リズムに乗って〜』『FMヤングスタジオ』をはじめ、初期のJFNC・Bライン配信番組を、当時の先発FM10局（東京・大阪・愛知・福岡・北海道・仙台・静岡・広島・愛媛・長崎）以外で行った番組の一つ。

## 概要
演歌・歌謡曲などのリクエストと地域情報を中心に放送していた。

## コーナー
- ヒット歌謡
- 思い出のうた
- 生活ガイド
- 芸能ニュース

## ネット局
- エフエム青森
- エフエム秋田
- エフエム岩手
- エフエム山形
- エフエムラジオ新潟
- エフエム群馬[1]
- エフエム富士
- 福井エフエム放送[2]
- 三重エフエム放送
- エフエム山陰
- エフエム山口
- エフエム香川
- エフエム中九州
- エフエム沖縄 - 1985年4月に番組ネットを開始するも、自社制作番組強化のためにおよそ半年で終了。